# 和平鄉 (果敢縣)
和平鄉是緬甸聯邦第一特區果敢县東山區下轄的一个乡，位於果敢的南部。東面太平鄉，西臨道水鄉，北面民族鄉、西面渣子樹鄉，南面龙塘乡、上地林乡。和平鄉包含滿東壩、楊德山、大孟乃、小孟乃、騎馬嶺、紅豆林、中山村等村。